# Bence Lajos
Bence Lajos (Göntérháza, 1956. július 1. –) József Attila-díjas szlovéniai magyar költő, tanulmányíró, publicista, pedagógus, szerkesztő.

## Élete és munkássága
Parasztcsaládban született Göntérházán. Az általános iskolát szülőhelyén, a fémipari szaktechnikumot 1975-ben Lendván végezte, a magyartanári oklevelet 1981-ben a budapesti Eötvös Loránd Tudományegyetemen szerezte. 1994-ben Budapesten bölcsészdoktori fokozat nyert irodalomtudományból. 1981-1990 között középiskolai tanár Lendván, 1990-1992 között a Hidak c. nemzetiségi tévéműsor szerkesztője volt a Szlovén Televíziónál. 1991-1997 között a Maribori Egyetem Magyar Tanszékén tanársegéd, docens. 1997 óta a Népújság főszerkesztője, s a Magyar Nemzetiségi Tájékoztatási Intézet igazgatója. Számos verseskötete, monográfiája és tanulmánya jelent meg itthon és külföldön. A szlovéniai magyar irodalmi élet szervezésének is aktív szereplője.

## Művei
- Doktori disszertációja: Írott szóval a megmaradásért: szlovéniai magyarság szellemi fejlődésének 70 éve. Alsólendva, 1993. 215. p.

- Szíves szívtelen: versek, Murska Sobota: Pomurska založba, 1981. 63 p.

- Vlaj Lajos: 1904-1966, Lendavski zvezki, Lendvai Füzetek 7, 1983. 63 p.

- Prekmurska madžarska književnost = Muravidéki magyar irodalom : 1945-1987 : Pokrajinska in študijska knjižnica v Murski Soboti, 28.XII 1987. – 23.I 1988.. Murska Sobota: Kulturni center Miško Kranjec, 1987. 30 p.

- Vallomások Vlaj Lajosról, (Lendvai füzetek = Lendavski zvezki, 10), 1988. 36 p.
- Létlelet : versek. Lendva: Magyar Nemzetiségi Oktatási-Művelődési Önigazgatási Érdekközösség, 1989. 77 p.
- Napraforgó-papagáj : gyermekversek – vers-gyermekek. Lendva, Szlovéniai Magyar Írócsoport, 1991. 37 p.

- Írott szóval a megmaradásért : (a szlovéniai magyarság 70 éve). Győr: Hazánk, 1994. 148 p.
- Írott szóval a megmaradásért : (a szlovéniai magyarság 70 éve). 2. bőv. kiadás. Győr: Hazánk; Lendva: Magyar Nemzetiségi Művelődési Intézet, 1996. 165 p.
- Rá-olvasások : válogatott és új versek. Lendva: Magyar Nemzetiségi Művelődési Intézet, 2000. 120 p.
- Identitás és entitás. Esszék, tanulmányok, kritikák; Zalai Írók Egyesülete–Magyar Nemzetiségi Művelődési Intézet, Zalaegerszeg–Lendva, 2005 (Pannon tükör könyvek)

- Hazatérítő versek (1996-2006) – Lendva: Magyar Nemzetiségi Művelődési Intézet, 2006. 156. p. ISBN 961-6232-35-5 ISBN 978-961-6232-35-7
- Vallani; Magyar Nemzetiségi Művelődési Intézet, Lendva, 2011
- Szóval vágok rendet; MNMI–Pannon Írók Társasága, Lendva–Zalaegerszeg, 2016 (Pannon tükör könyvek)

## Díjai
- József Attila-díj (2019)
- Balassi Bálint-emlékkard, nemzetközi irodalmi díj (2022)